# Oberwiesenthal

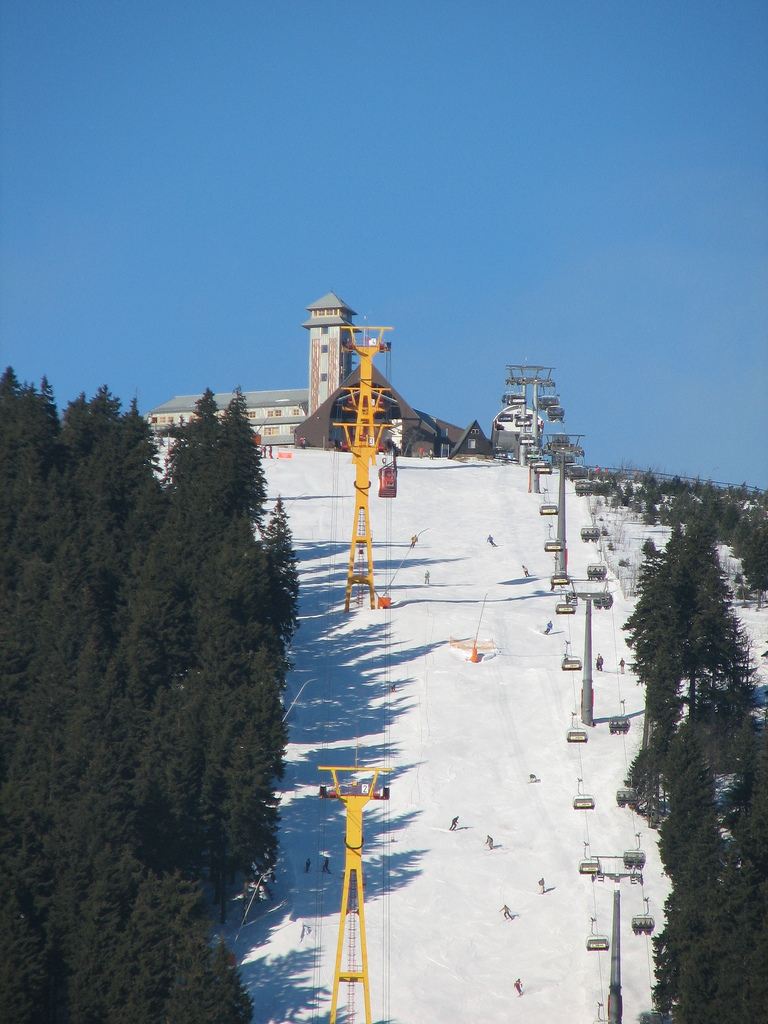
De Fichtelberg, de hoogste berg van het voormalige Oost-Duitsland

Oberwiesenthal is een gemeente en plaats in de Duitse deelstaat Saksen. De gemeente maakt deel uit van het Erzgebirgskreis.
Oberwiesenthal telt 2.055 inwoners. Het is de hoogst gelegen stad van Duitsland (914 m boven zeeniveau) en een wintersportplaats. Het is tevens het beginpunt van de smalspoorlijn naar Cranzahl (gemeente Sehmatal).

## Geografie
Oberwiesenthal ligt in het Erzgebirgskreis, bij de grens met Tsjechië, 10 km ten noordoosten van Bärenstein (Erzgebirge). Hoogste berg is de Fichtelberg met 1215 m, de hoogste berg van de deelstaat Saksen.
Enkele bergen in de omgeving van Oberwiesenthal zijn:
- Keilberg (Klínovec) (1244 m; hoogste berg van het Erzgebergte)
- Kleiner oder Hinterer Fichtelberg (1206 m)
- Eisenberg (1029 m)

Het grenst aan de Tsjechische kant aan Loučná pod Klínovcem (Böhmisch Wiesenthal) en Boží Dar (Gottesgab). Aangrenzende gemeenten in Duitsland zijn Bärenstein (Erzgebirge), Crottendorf, Sehmatal, Breitenbrunn/Erzgeb. en Raschau-Markersbach.

## Stadsindeling
- Oberwiesenthal
- Unterwiesenthal
- Hammerunterwiesenthal
- Rotes Vorwerk
- Neues Haus

## Geboren
- Barbara Petzold (1955), Olympisch kampioen langlaufen

|  |

Amtsberg · Annaberg-Buchholz · Aue-Bad Schlema · Auerbach · Bärenstein · Bockau · Börnichen/Erzgeb. · Breitenbrunn/Erzgeb. · Burkhardtsdorf · Crottendorf · Deutschneudorf · Drebach · Ehrenfriedersdorf · Eibenstock · Elterlein · Gelenau/Erzgeb. · Geyer · Gornau · Gornsdorf · Großolbersdorf · Großrückerswalde · Grünhain-Beierfeld · Grünhainichen · Heidersdorf · Hohndorf · Jahnsdorf/Erzgeb. · Johanngeorgenstadt · Jöhstadt · Königswalde · Lauter-Bernsbach · Lößnitz · Lugau · Marienberg · Mildenau · Neukirchen/Erzgeb. · Niederdorf · Niederwürschnitz · Oberwiesenthal · Oelsnitz/Erzgeb. · Olbernhau · Pfaffroda · Pockau-Lengefeld · Raschau-Markersbach · Scheibenberg · Schlettau · Schneeberg · Schönheide · Schwarzenberg · Sehmatal · Seiffen/Erzgeb. · Stollberg/Erzgeb. · Stützengrün · Tannenberg · Thalheim · Thermalbad Wiesenbad · Thum · Wolkenstein · Zschopau · Zschorlau · Zwönitz